# Gabriel Radomir
Gabriel Radomir (en búlgaro: Гаврил Радомир, romanizado: Gavril Radomir), llamado en la crónicas bizantinas como Gabriel Romano (en griego: Γαβριὴλ ὀ καἰ Ρωμανός, romanizado: Gabriel ho kai Romanos) fue zar de Bulgaria entre 1014 y 1015 e hijo de Samuel de Bulgaria.
Participó en las batallas de su padre contra el emperador bizantino Basilio II. Después de la derrota de los búlgaros en Clidio en agosto de 1014 y la muerte de Samuel de dos meses después, fue elegido zar con el apoyo de sus comandantes contra las pretensiones de su primo Iván Vladislav. En la primavera de 1015, logró conquistar temporalmente Vodena, pero el emperador bizantino lo recuperó con presteza y atacó la fortaleza de Moglena, que defendía el acceso a la capital búlgara en Ocrida. Gabriel intentó distraer al ejército bizantino cuando organizó una expedición a Constantinopla. Sin embargo, no pudo evitar la caída de la fortaleza y después de la conquista de Moglena en agosto de 1015, fue asesinado mientras cazaba en el bosque cerca de Ostrovo por Vladislav.

## Heredero al trono
Gabriel era el único hijo varón de Samuel de Bulgaria y su esposa Ágata.   Su primera mención está relacionada con el conflicto final entre su padre y su tío, Aarón, por el poder en Bulgaria. Al buscar el apoyo del Bizancio contra su hermano, Samuel acusó a Aarón de traidor y, por orden suya, se le condenó a muerte junto con su familia en el castillo de Razmetanitsa. Gabriel entonces intercedió u ocultó al hijo de su tío, Iván Vladislav, y así salvó a su primo.
En 996, Gabriel participó en la expedición militar búlgara hacia el sur de Grecia, que llegó hasta el Peloponeso. En el camino de regreso sobre el río Esperqueo, cerca de las Termópilas, los búlgaros fueron atacados por el ejército bizantino del general Nicéforo Urano, que capturó a más de doce mil soldados enemigos. Gabriel y su padre apenas escaparon con un puñado de sobrevivientes. Después de atravesar el territorio de Epiro, llegaron con dificultad a la ciudad de Prespa.

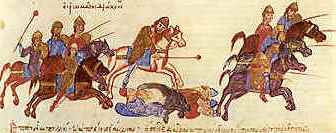
Derrota de los búlgaros en el río Esperqueo.

Después de su derrota en el Esperqueo, Samuel atacó y conquistó los principados serbios occidentales. También participó en la lucha por la sucesión al trono en Hungría posterior a la muerte del príncipe Géza en 997. Como resultado de las hostilidades unió la región de Sirmio a sus dominios. La guerra terminó con la firma de un tratado de paz sellado por la boda de su hijo con la hija (o hermana) del nuevo gobernante húngaro, Esteban I. Sin embargo, el matrimonio no duró mucho ya que los intereses amorosos de Gabriel se volvieron hacia una joven esclava llamada Irene, que estaba en la corte de Prespa; según los registros de los cronistas bizantinos era una mujer de extraordinaria belleza. Gabriel se divorció de su esposa y se casó con Irene con la aprobación de su padre por este nuevo matrimonio. En 1002, cuando el emperador bizantino Basilio II sitió la ciudad búlgara de Vidin, Esteban I atacó las tierras del vaivoda Ahtum de Transilvania, partidario del zar, como represalia por la afrenta hecha a su pariente.
Las campañas posteriores del emperador bizantino entre 1001 y 1004 debilitaron de forma significativa el Primer Imperio búlgaro. Después de 1005, a pesar de los combates en curso, la situación se estabilizó durante mucho tiempo. Las regiones montañosas de Macedonia y Albania y el valle del Alto Estrimón permanecieron en manos de Samuel, y los bizantinos no pudieron avanzar. La situación cambió en el año 1014 cuando el zar construyó una serie de fortificaciones en el desfiladero entre las montañas Ograzhden y Belasica, a través del paso de Clidio, a lo largo del cual Basilio II solía conducir a sus tropas durante las expediciones al interior del país; en el verano de 1014, el emperador emprendió otra expedición contra los búlgaros. Samuel tendió una emboscada a sus tropas en un barranco custodiado por una empalizada. Seguidamente de toparse con la empalizada, Basilio II hizo varios intentos para superar el obstáculo, pero sus ataques se estrellaron contra la bien defendida fortificación. El estratego de Filipópolis, Nicéforo Xifias, encontró una oportunidad para evadir a las fuerzas búlgaras y tomar una posición detrás de ellas. El 29 de agosto, los bizantinos lanzaron un masivo ataque contra las defensas búlgaras, mientras que Xifias atacó inesperadamente por la retaguardia. Al ser tomados por sorpresa, los búlgaros se desbandaron; Samuel sobrevivió solo gracias a la perseverancia y el coraje de Gabriel, quien lo ayudó a salir del desfiladero y escapar a la ciudad de Prilep. Los historiadores modernos estiman el número de búlgaros capturados en catorce o quince mil hombres. Basilio II, ordenó que arrancaran los ojos a los prisioneros, pero dejó tuerto a uno por cada cien hombres para guiar al resto, y los envió de regreso al zar.
Después de llevarse a su padre, Gabriel siguió el avance del ejército bizantino. Basilio II se dirigió hacia Strumica y tomó la fortaleza de Macucio; también envió a su comandante, Teofilacto Botaniates, para destruir la empalizada que los búlgaros habían levantado en el camino a Tesalónica. Botaniates completó con éxito la tarea, pero en su camino de regreso los búlgaros lo emboscaron y murió junto con la mayoría de sus hombres.

## Zar de Bulgaria

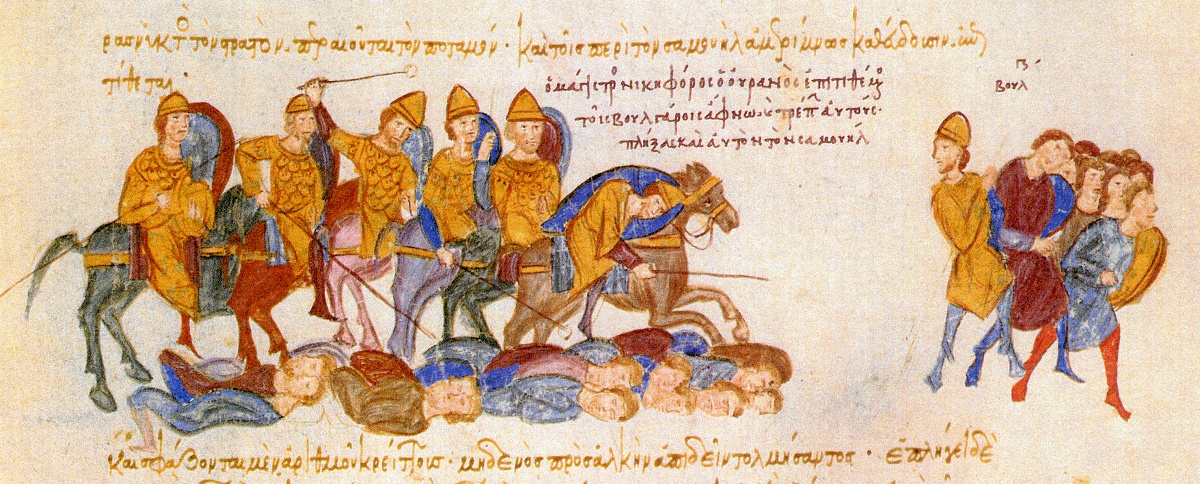
Los búlgaros son vencidos en Clidio.

Las víctimas cegadas de Clidio llegaron a Prespa a principios de octubre de 1014, donde se alojaba el zar. La vista de la espantosa procesión de su gran ejército sería la causa del ataque al corazón de Samuel. Murió dos días después, el 6 de octubre de 1014.   Gabriel se encontraba en ese momento en el campo de batalla; tardó unos días en volver a la corte. El 15 de octubre fue coronado zar de los búlgaros. Su situación no era muy estable desde el principio; Iván Vladislav reclamó sus derechos a la corona debido a que su padre era el hermano mayor de Samuel. Sin embargo, la nobleza búlgara apoyó a Gabriel, que durante su coronación confirió el título de kavján a Domeciano, uno de los partidarios de su padre. No obstante, Vladislav también tenía sus partidarios. En el momento de tomar el poder, el nuevo zar ya no era un hombre joven, probablemente tenía más de cincuenta años. Su Estado, limitado a las montañas macedonias y albanesas y el cinturón de fortalezas en el valle del río Estrimón, estaba bajo la presión constante de los bizantinos, y la derrota en Clidio había sacudido fuertemente las capacidades defensivas de los búlgaros.
El 24 de octubre, la noticia de la muerte de Samuel llegó a oídos del emperador Basilio II, que se encontraba en Mosinópolis. A pesar del clima, el emperador regresó a Macedonia y se dirigió a través del valle de Crna hacia la fortaleza de Bitola. No logró conquistar la fortaleza, solo incendió el palacio del zar, tras lo cual se vio obligado a retirarse debido a la proximidad del invierno. En el camino de regreso, sus tropas capturaron hacia Prilep y Štip. A principios de enero de 1015, el ejército bizantino llegó a Tesalónica a través de Vodena.

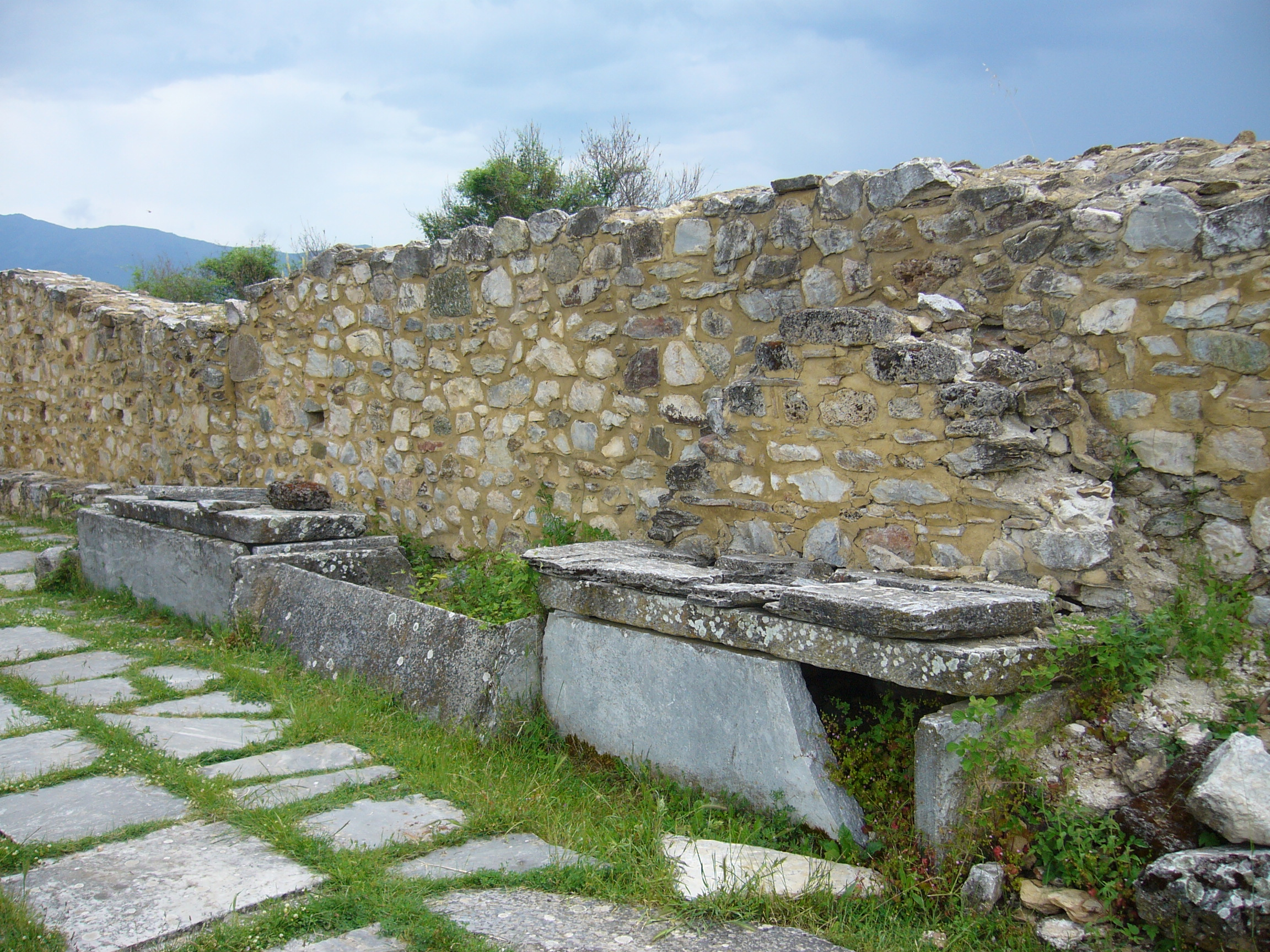
Sarcófagos de los zares Gabriel Radomir, su padre Samuel e Iván Vladislav en la basílica de San Aquilo, Grecia.

En la primavera, gracias a un ardid, Gabriel logró recuperar Vodena y colocar una guarnición búlgara. Basilio II, sin embargo, llegó a la fortaleza con todo su ejército y la obligó a rendirse. Los defensores búlgaros fueron enviados por el emperador a Bolero en Tracia, y para mejorar la seguridad, erigió dos castillos frente a Vodena, que fueron nombrados: Cardia y san Elías. Después de recuperar la ciudad, el emperador regresó a Tesalónica, donde se reunió con una delegación del zar, encabezada por un soldado griego llamado Quirotmeto. En una carta entregada por este soldado, Gabriel se comprometió a someterse al emperador. Sin embargo, Basilio II temía que fuera un engaño y despidió a los embajadores. En vez de eso, envió un ejército al mando de Nicéforo Xifias y Constantino Diógenes hacia el valle de Almopía con la misión de asediar una fortaleza búlgara importante, Moglena, que protegía el camino a la ciudad capital de Ocrida. La defensa estuvo encabezada por el voivoda Ilica y por el kavján Domeciano.
Para distraer a los bizantinos de Moglena, el zar emprendió una expedición militar desesperada que alcanzó las murallas de Constantinopla, pero no afectó el resultado del asedio. Los defensores resistieron hasta que el emperador llegó a la fortaleza y ordenó al río que fluía alrededor de la ciudad cambiar su curso y volar los cimientos expuestos. Los comandantes se vieron obligados a rendirse. Domeciano, Ilica y muchos magnates fueron llevados cautivos; los bizantinos deportaron a los soldados a la frontera con Armenia. La caída de Moglena y la pérdida de un poderoso partidario como el kavján afectó de forma significativa el poder de Gabriel. Es posible que Basilio II ya hubiera intrigado contra el zar cuando sugirió a Vladislav que podía contar con su apoyo en caso de ocupar el poder. En agosto de 1015, mientras cazaba en el bosque cerca de Ostrovo Gabriel fue asesinado por Vladislav.
El cronista bizantino Juan Escilitzes escribió sobre su personalidad: 

[Gabriel] Era tan alto y fuerte como su padre, pero era muy inferior a este en mente y espíritu.

## Matrimonios y descendencia
| \| \| \| \| \| \| \| \| \| \| \| \| \| \| \| Nicolás \| Nicolás \| Nicolás \| Nicolás \| Nicolás \| Nicolás \| \| \| \| \| \| \| Ripsime \| Ripsime \| Ripsime \| Ripsime \| Ripsime \| Ripsime \| \| \| \| \| \| \| \| \| \| \| \| \| \| \| \| \| \| \| \| \| \| \| \| \| \| \| \| \| \| \| \| \| \| \| \| \| \| \| \| \| \| \| \| \| \| Nicolás \| Nicolás \| Nicolás \| Nicolás \| Nicolás \| Nicolás \| \| \| \| \| \| \| Ripsime \| Ripsime \| Ripsime \| Ripsime \| Ripsime \| Ripsime \| \| \| \| \| \| \| \| \| \| \| \| \| \| \| \| \| \| \| \| \| \| \| \| \| \| \| \| \| \| \| \| \| \| \| \| \| \| \| \| \| \| \| \| \| \| \| \| \| \| \| \| \| \| \| \| \| \| \| \| \| \| \| \| \| \| \| \| \| \| \| \| \| \| \| \| \| \| \| \| \| \| \| \| \| \| \| \| \| \| \| \| \| \| \| \| \| \| \| \| \| \| \| \| \| \| \| \| \| \| \| \| \| \| \| \| \| \| \| \| \| \| \| \| \| \| \| \| \| \| \| \| \| \| \| \| \| \| \| \| \| \| \| \| \| \| \| \| \| \| \| \| \| \| \| \| \| \| Aarón \| Aarón \| Aarón \| Aarón \| Aarón \| Aarón \| \| \| Moisés \| Moisés \| Moisés \| Moisés \| Moisés \| Moisés \| \| \| David \| David \| David \| David \| David \| David \| \| \| Samuel \| Samuel \| Samuel \| Samuel \| Samuel \| Samuel \| \| \| \| \| \| \| Ágata \| Ágata \| Ágata \| Ágata \| Ágata \| Ágata \| \| \| \| \| \| \| \| \| \| \| \| \| \| \| \| \| \| \| \| \| \| Aarón \| Aarón \| Aarón \| Aarón \| Aarón \| Aarón \| \| \| Moisés \| Moisés \| Moisés \| Moisés \| Moisés \| Moisés \| \| \| David \| David \| David \| David \| David \| David \| \| \| Samuel \| Samuel \| Samuel \| Samuel \| Samuel \| Samuel \| \| \| \| \| \| \| Ágata \| Ágata \| Ágata \| Ágata \| Ágata \| Ágata \| \| \| \| \| \| \| \| \| \| \| \| \| \| \| \| \| \| \| \| \| \| \| \| \| \| \| \| \| \| \| \| \| \| \| \| \| \| \| \| \| \| \| \| \| \| \| \| \| \| \| \| \| \| \| \| \| \| \| \| \| \| \| \| \| \| \| \| \| \| \| \| \| \| \| \| \| \| \| \| \| \| \| \| \| \| \| \| \| \| \| \| \| \| \| \| \| \| \| \| \| \| \| \| \| \| \| \| \| \| \| \| \| \| \| \| \| \| \| \| \| \| \| \| \| \| \| \| \| \| \| \| \| \| \| \| \| \| \| \| \| \| \| \| \| \| \| \| Iván Vladislav \| Iván Vladislav \| Iván Vladislav \| Iván Vladislav \| Iván Vladislav \| Iván Vladislav \| \| \| Miroslava \| Miroslava \| Miroslava \| Miroslava \| Miroslava \| Miroslava \| \| \| Hija desconocida \| Hija desconocida \| Hija desconocida \| Hija desconocida \| Hija desconocida \| Hija desconocida \| \| \| Hija desconocida \| Hija desconocida \| Hija desconocida \| Hija desconocida \| Hija desconocida \| Hija desconocida \| \| \| Irene de Larisa \| Irene de Larisa \| Irene de Larisa \| Irene de Larisa \| Irene de Larisa \| Irene de Larisa \| \| \| \| \| \| \| Gabriel Radomir \| Gabriel Radomir \| Gabriel Radomir \| Gabriel Radomir \| Gabriel Radomir \| Gabriel Radomir \| \| \| \| \| \| \| Margarita de Hungría \| Margarita de Hungría \| Margarita de Hungría \| Margarita de Hungría \| Margarita de Hungría \| Margarita de Hungría \| \| Iván Vladislav \| Iván Vladislav \| Iván Vladislav \| Iván Vladislav \| Iván Vladislav \| Iván Vladislav \| \| \| Miroslava \| Miroslava \| Miroslava \| Miroslava \| Miroslava \| Miroslava \| \| \| Hija desconocida \| Hija desconocida \| Hija desconocida \| Hija desconocida \| Hija desconocida \| Hija desconocida \| \| \| Hija desconocida \| Hija desconocida \| Hija desconocida \| Hija desconocida \| Hija desconocida \| Hija desconocida \| \| \| Irene de Larisa \| Irene de Larisa \| Irene de Larisa \| Irene de Larisa \| Irene de Larisa \| Irene de Larisa \| \| \| \| \| \| \| Gabriel Radomir \| Gabriel Radomir \| Gabriel Radomir \| Gabriel Radomir \| Gabriel Radomir \| Gabriel Radomir \| \| \| \| \| \| \| Margarita de Hungría \| Margarita de Hungría \| Margarita de Hungría \| Margarita de Hungría \| Margarita de Hungría \| Margarita de Hungría \| \| \| \| \| \| \| \| \| \| \| \| \| \| \| \| \| \| \| \| \| \| \| \| \| \| \| \| \| \| \| \| \| \| \| \| \| \| \| \| \| \| \| \| \| \| \| \| \| \| \| \| \| \| \| \| \| \| \| \| \| \| \| \| \| \| \| \| \| \| \| \| \| \| \| \| \| \| \| \| \| \| \| \| \| \| \| \| \| \| \| \| \| \| \| \| \| \| \| \| \| \| \| Varios hijos e hijas \| Varios hijos e hijas \| Varios hijos e hijas \| Varios hijos e hijas \| Varios hijos e hijas \| Varios hijos e hijas \| \| \| \| \| \| \| ¿Pedro Delyan? \| ¿Pedro Delyan? \| ¿Pedro Delyan? \| ¿Pedro Delyan? \| ¿Pedro Delyan? \| ¿Pedro Delyan? \| \| \| \| \| \| \| |                |                |                |                |                |  |  |           |           |           |           |           |           |         |         |                  |                  |                  |                  |                  |                  |  |  |                  |                  |                  |                  |                  |                  |         |         |                 |                 |                 |                 |                 |                 |                      |                      |                      |                      |                      |                      |                 |                 |                 |                 |                 |                 |                |                |                |                |                |                |                      |                      |                      |                      |                      |                      |
| |                |                |                |                |                |  |  |           |           |           |           |           |           | Nicolás | Nicolás | Nicolás          | Nicolás          | Nicolás          | Nicolás          |                  |                  |  |  |                  |                  | Ripsime          | Ripsime          | Ripsime          | Ripsime          | Ripsime | Ripsime |                 |                 |                 |                 |                 |                 |                      |                      |                      |                      |                      |                      |                 |                 |                 |                 |                 |                 |                |                |                |                |                |                |                      |                      |                      |                      |                      |                      |
| |                |                |                |                |                |  |  |           |           |           |           |           |           | Nicolás | Nicolás | Nicolás          | Nicolás          | Nicolás          | Nicolás          |                  |                  |  |  |                  |                  | Ripsime          | Ripsime          | Ripsime          | Ripsime          | Ripsime | Ripsime |                 |                 |                 |                 |                 |                 |                      |                      |                      |                      |                      |                      |                 |                 |                 |                 |                 |                 |                |                |                |                |                |                |                      |                      |                      |                      |                      |                      |
| |                |                |                |                |                |  |  |           |           |           |           |           |           |         |         |                  |                  |                  |                  |                  |                  |  |  |                  |                  |                  |                  |                  |                  |         |         |                 |                 |                 |                 |                 |                 |                      |                      |                      |                      |                      |                      |                 |                 |                 |                 |                 |                 |                |                |                |                |                |                |                      |                      |                      |                      |                      |                      |
| |                |                |                |                |                |  |  |           |           |           |           |           |           |         |         |                  |                  |                  |                  |                  |                  |  |  |                  |                  |                  |                  |                  |                  |         |         |                 |                 |                 |                 |                 |                 |                      |                      |                      |                      |                      |                      |                 |                 |                 |                 |                 |                 |                |                |                |                |                |                |                      |                      |                      |                      |                      |                      |
| Aarón | Aarón          | Aarón          | Aarón          | Aarón          | Aarón          |  |  | Moisés    | Moisés    | Moisés    | Moisés    | Moisés    | Moisés    |         |         | David            | David            | David            | David            | David            | David            |  |  | Samuel           | Samuel           | Samuel           | Samuel           | Samuel           | Samuel           |         |         |                 |                 |                 |                 | Ágata           | Ágata           | Ágata                | Ágata                | Ágata                | Ágata                |                      |                      |                 |                 |                 |                 |                 |                 |                |                |                |                |                |                |                      |                      |                      |                      |                      |                      |
| Aarón | Aarón          | Aarón          | Aarón          | Aarón          | Aarón          |  |  | Moisés    | Moisés    | Moisés    | Moisés    | Moisés    | Moisés    |         |         | David            | David            | David            | David            | David            | David            |  |  | Samuel           | Samuel           | Samuel           | Samuel           | Samuel           | Samuel           |         |         |                 |                 |                 |                 | Ágata           | Ágata           | Ágata                | Ágata                | Ágata                | Ágata                |                      |                      |                 |                 |                 |                 |                 |                 |                |                |                |                |                |                |                      |                      |                      |                      |                      |                      |
| |                |                |                |                |                |  |  |           |           |           |           |           |           |         |         |                  |                  |                  |                  |                  |                  |  |  |                  |                  |                  |                  |                  |                  |         |         |                 |                 |                 |                 |                 |                 |                      |                      |                      |                      |                      |                      |                 |                 |                 |                 |                 |                 |                |                |                |                |                |                |                      |                      |                      |                      |                      |                      |
| |                |                |                |                |                |  |  |           |           |           |           |           |           |         |         |                  |                  |                  |                  |                  |                  |  |  |                  |                  |                  |                  |                  |                  |         |         |                 |                 |                 |                 |                 |                 |                      |                      |                      |                      |                      |                      |                 |                 |                 |                 |                 |                 |                |                |                |                |                |                |                      |                      |                      |                      |                      |                      |
| Iván Vladislav | Iván Vladislav | Iván Vladislav | Iván Vladislav | Iván Vladislav | Iván Vladislav |  |  | Miroslava | Miroslava | Miroslava | Miroslava | Miroslava | Miroslava |         |         | Hija desconocida | Hija desconocida | Hija desconocida | Hija desconocida | Hija desconocida | Hija desconocida |  |  | Hija desconocida | Hija desconocida | Hija desconocida | Hija desconocida | Hija desconocida | Hija desconocida |         |         | Irene de Larisa | Irene de Larisa | Irene de Larisa | Irene de Larisa | Irene de Larisa | Irene de Larisa |                      |                      |                      |                      |                      |                      | Gabriel Radomir | Gabriel Radomir | Gabriel Radomir | Gabriel Radomir | Gabriel Radomir | Gabriel Radomir |                |                |                |                |                |                | Margarita de Hungría | Margarita de Hungría | Margarita de Hungría | Margarita de Hungría | Margarita de Hungría | Margarita de Hungría |
| Iván Vladislav | Iván Vladislav | Iván Vladislav | Iván Vladislav | Iván Vladislav | Iván Vladislav |  |  | Miroslava | Miroslava | Miroslava | Miroslava | Miroslava | Miroslava |         |         | Hija desconocida | Hija desconocida | Hija desconocida | Hija desconocida | Hija desconocida | Hija desconocida |  |  | Hija desconocida | Hija desconocida | Hija desconocida | Hija desconocida | Hija desconocida | Hija desconocida |         |         | Irene de Larisa | Irene de Larisa | Irene de Larisa | Irene de Larisa | Irene de Larisa | Irene de Larisa |                      |                      |                      |                      |                      |                      | Gabriel Radomir | Gabriel Radomir | Gabriel Radomir | Gabriel Radomir | Gabriel Radomir | Gabriel Radomir |                |                |                |                |                |                | Margarita de Hungría | Margarita de Hungría | Margarita de Hungría | Margarita de Hungría | Margarita de Hungría | Margarita de Hungría |
| |                |                |                |                |                |  |  |           |           |           |           |           |           |         |         |                  |                  |                  |                  |                  |                  |  |  |                  |                  |                  |                  |                  |                  |         |         |                 |                 |                 |                 |                 |                 |                      |                      |                      |                      |                      |                      |                 |                 |                 |                 |                 |                 |                |                |                |                |                |                |                      |                      |                      |                      |                      |                      |
| |                |                |                |                |                |  |  |           |           |           |           |           |           |         |         |                  |                  |                  |                  |                  |                  |  |  |                  |                  |                  |                  |                  |                  |         |         |                 |                 |                 |                 |                 |                 | Varios hijos e hijas | Varios hijos e hijas | Varios hijos e hijas | Varios hijos e hijas | Varios hijos e hijas | Varios hijos e hijas |                 |                 |                 |                 |                 |                 | ¿Pedro Delyan? | ¿Pedro Delyan? | ¿Pedro Delyan? | ¿Pedro Delyan? | ¿Pedro Delyan? | ¿Pedro Delyan? |                      |                      |                      |                      |                      |                      |

El primer matrimonio de Gabriel fue con una posible hija de Esteban I de Hungría. Dado que solo sabemos por el relato de Jorge Cedreno que la primera esposa del zar era una princesa húngara, también existe la hipótesis de que podría haber sido la hija del príncipe Géza y hermana de Esteban I, e incluso hija del vaivoda Ahtum.
Dependiendo de la hipótesis que se adopte, el momento y las circunstancias del matrimonio entre Gabriel y su primera esposa deben evaluarse de diferentes maneras. El matrimonio con la hija de Ahtum indudablemente tendría el carácter de una alianza antihúngara, y quizás incluso una alianza antibizantina, si se concluyera alrededor del año 1000. El matrimonio con la hija de Géza tendría que concluirse durante el reinado de este príncipe, es decir, antes de 997 como expresión de la alianza de dos vecinos poderosos. El matrimonio con la princesa húngara tuvo que celebrarse después de que Esteban I se fortaleciera en el trono húngaro, es decir, alrededor de 998, como se presentó anteriormente y con la confirmación del tratado de paz.
La causa de la desintegración de esta hipótesis podría ser la muerte de Géza (997) o la muerte de Ahtum (1002), pero la mayoría de las veces se cree que fue otra mujer y que la pareja se divorció alrededor del año 1000. Steven Runciman cita de esta manera el motivo: 

Vivía en la corte una esclava llamada Irene, capturada cuando era niña después de la caída de Larisa, una criatura de deslumbrante belleza. La princesa, probablemente dotada de la belleza de su tribu de la que derivan los húngaros, no podía esperar competir con la bella cautiva griega. Gabriel se olvidó de su esposa de sangre real, y la abandonó por Irene de baja cuna. Samuel, siempre comprensivo con las pasiones de su hijo, lo perdonó y reconoció su matrimonio con Irene.

No se sabe nada sobre el destino posterior de la princesa húngara. Es posible que cuando fue abandonada, ingresara en un monasterio o fuera enviada de regreso a la casa de su padre. Se sopesa que tuvo un hijo de este matrimonio:
- Pedro Delyan, quien encabezó una rebelión contra el Imperio bizantino en 1040, y asumió el título de zar.[11]

Su segundo matrimonio fue con Irene de Larisa, una esclava en la corte de Prespa, con quien tuvo dos hijas y cinco hijos, pero sus nombres se desconocen.